# Calendario UCI Femenino
El Calendario UCI Femenino (oficialmente en inglés: UCI Women's Road World Rankings) reúne las principales carreras femeninas de ciclismo de ruta bajo la organización de la Unión Ciclista Internacional. El calendario consiste en alrededor de 70 competencias organizadas en los cinco continentes (categorías .1, .2 y CC), así como las carreras del UCI WorldTour Femenino (máxima categoría femenina del ciclismo en ruta a nivel mundial) y los Campeonatos Mundiales de Ciclismo.

## Categorías
Desde el año 1998 hasta el 2015 la Copa del Mundo de Ciclismo femenina fue una competición femenina de ciclismo en ruta creada por la UCI con el fin de premiar a la ciclista en ruta que a lo largo del año obtuviese los mejores resultados en las pruebas de un día más importantes, a imitación de la antigua Copa del Mundo de Ciclismo masculina. Sin embargo, dentro de la reestructuración emprendida por la UCI para el 2016, se decidió crear una categoría que albergara a los mejores equipos del mundo que tendrían la participación garantizada si así lo quisieran en las mejores carreras del calendario, agrupadas a su vez en una nueva competición denominada UCI WorldTour Femenino.
A su vez, el calendario UCI WorldTour Femenino (carreras de mayor categoría) están por fuera del Calendario UCI Femenino donde se destacan las carreras de categoría .1 (carreras por etapas y de un día) y las carreras de categoría .2 (las de menor categoría). 
Las carrera por etapas y las carreras de un día (o clásicas) se clasifican en varias categorías. La siguiente clasificación se muestran las categorías ordenado por jerarquía, en relación con su importancia:
- Carreras del UCI WorldTour Femenino (WWT), desde 2016.
- Campeonatos Mundiales de Ciclismo (CDM).
- Carreras de primera clase, que se dividen en dos categorías:
  - Categoría 1.1 (carrera de un día).
  - Categoría 2.1 (carrera por etapas).
- Carreras de segunda categoría, que se dividen en dos categorías:
  - Categoría 1.2 (carrera de un día).
  - Categoría 2.2 (carrera por etapas).
- Campeonatos continentales (CC) y Nacionales (CN).

## Carreras
En estas carreras pueden participar prácticamente todos los equipos. Las únicas limitaciones se sitúan en que los equipos amateurs no pueden participar en las carreras del UCI WorldTour Femenino (las de mayor categoría) y los equipos mixtos solo pueden participar en las carreras .2 (las de menor categoría).
En los Campeonatos Continentales (CC) también pueden puntuar todo tipo de equipos y corredoras de ese continente; y dependiendo la legislación de su federación continental también pueden participar, sin poder puntuar, corredoras fuera de ese continente.

## Equipos
En estas carreras pueden participar prácticamente todos los equipos. Las únicas limitaciones se sitúan en que los equipos amateurs no pueden participar en las carreras del UCI WorldTour Femenino (las de mayor categoría) y los equipos mixtos solo pueden participar en las carreras .2 (las de menor categoría).
El UCI Team Femenino (nombre oficial: UCI Women's Team) es el término utilizado por la Unión Ciclista Internacional (UCI) para denominar a un equipo ciclista femenino de la máxima categoría del ciclismo en ruta a nivel mundial.
Los equipos deben estar compuestos por entre 5 y 8 o 4 y 6 corredoras para las carreras por etapas y entre 4 y 6 corredoras para las carreras de un día. Por ello varía la diferencia en el número de invitaciones obligatorias según el tipo de carrera.

## Palmarés

### Femenino
| Año  | Individual           | Equipos                   | Países       |
| ---- | -------------------- | ------------------------- | ------------ |
| 1999 | Hanka Kupfernagel    | Saturn Women              | Alemania     |
| 2000 | Diana Žiliūtė        | Acca Due O-Lorena         | Italia       |
| 2001 | Anna Millward        | Saturn Women              | Alemania     |
| 2002 | Susanne Ljungskog    | Saturn Women              | Alemania     |
| 2003 | Susanne Ljungskog    | Bik-Power Plate           | Alemania     |
| 2004 | Judith Arndt         | Nürnberger Versicherungen | Alemania     |
| 2005 | Oenone Wood          | Nürnberger Versicherungen | Alemania     |
| 2006 | Nicole Cooke         | Univega Pro Cycling Team  | Alemania     |
| 2007 | Marianne Vos         | T-Mobile Women            | Alemania     |
| 2008 | Marianne Vos         | Team Columbia Women       | Alemania     |
| 2009 | Marianne Vos         | Cervélo TestTeam Women    | Países Bajos |
| 2010 | Marianne Vos         | Cervélo TestTeam Women    | Países Bajos |
| 2011 | Marianne Vos         | Nederland Bloeit          | Países Bajos |
| 2012 | Marianne Vos         | Stichting Rabo Women      | Países Bajos |
| 2013 | Emma Johansson       | Orica-AIS                 | Países Bajos |
| 2014 | Marianne Vos         | Rabo Liv Women            | Países Bajos |
| 2015 | Anna van der Breggen | Rabo Liv Women            | Países Bajos |
| 2016 | Megan Guarnier       | Boels Dolmans             | Países Bajos |
| 2017 | Annemiek van Vleuten | Boels Dolmans             | Países Bajos |
| 2018 | Annemiek van Vleuten | Boels Dolmans             | Países Bajos |
| 2019 | Lorena Wiebes        | Boels Dolmans             | Países Bajos |
| 2020 | Anna van der Breggen | Trek-Segafredo Women      | Países Bajos |
| 2021 | Annemiek van Vleuten | Team SD Worx              | Países Bajos |
| 2022 | Bandera de ?         | Bandera de ?              | Bandera de ? |

## Palmarés por países
| País           | Victorias |
| -------------- | --------- |
| Países Bajos   | 13        |
| Suecia         | 3         |
| Australia      | 2         |
| Alemania       | 2         |
| Reino Unido    | 1         |
| Lituania       | 1         |
| Estados Unidos | 1         |

## Baremo de puntuación
La siguiente tabla resume las nuevas clasificaciones para las carreras femeninas, cómo se marcan puntos hacia ellos y cómo se escalan los puntos. Para obtener información más detallada, consulte las resoluciones oficiales al final de este artículo.
Clasificación para carreras de un día y etapas
| Pos.  | WWT | UCI ProSeries | Clase 1 | Clase 2 |
| ----- | --- | ------------- | ------- | ------- |
| 1     | 400 | 200           | 125     | 40      |
| 2     | 320 | 150           | 85      | 30      |
| 3     | 260 | 125           | 70      | 25      |
| 4     | 220 | 100           | 60      | 20      |
| 5     | 180 | 85            | 50      | 15      |
| 6     | 140 | 70            | 40      | 10      |
| 7     | 120 | 60            | 35      | 5       |
| 8     | 100 | 50            | 30      | 3       |
| 9     | 80  | 40            | 25      | 3       |
| 10    | 68  | 35            | 20      | 3       |
| 11    | 56  | 30            | 15      |         |
| 12    | 48  | 25            | 10      |         |
| 13    | 40  | 20            | 5       |         |
| 14    | 32  | 15            | 5       |         |
| 15    | 28  | 10            | 5       |         |
| 16-20 | 24  | 5             | 3       |         |
| 21-25 | 16  | 5             | 3       |         |
| 26-30 | 16  | 3             |         |         |
| 31-40 | 8   |               |         |         |

En las vueltas por etapas, los puntos para los primeros puestos de cada etapa, se reparten del siguiente modo:
| Pos. | WWT | UCI ProSeries | Clase 1 | Clase 2 |
| ---- | --- | ------------- | ------- | ------- |
| 1    | 50  | 25            | 16      | 8       |
| 2    | 40  | 20            | 12      | 5       |
| 3    | 30  | 15            | 8       | 3       |
| 4    | 25  | 12            | 6       | 1       |
| 5    | 20  | 10            | 5       |         |
| 6    | 18  | 8             | 4       |         |
| 7    | 15  | 6             | 3       |         |
| 8    | 10  | 4             | 2       |         |
| 9    | 8   |               |         |         |
| 10   | 6   |               |         |         |

En las vueltas por etapas, los puntos para las líderes de la clasificación general de cada etapa, se reparten del siguiente modo:
| Pos. | WWT | UCI ProSeries | Clase 1 | Clase 2 |
| ---- | --- | ------------- | ------- | ------- |
| 1    | 8   | 5             | 3       | 1       |

Al finalizar cada prueba, los puntos para las líderes de la clasificación general del UCI WorldTour Femenino, se reparten del siguiente modo:
| Pos. | WWT |
| ---- | --- |
| 1    | 6   |